# Barrage de Santo Antônio
Le barrage de Santo Antônio est un grand barrage hydroélectrique au fil de l'eau sur le rio Madeira, au Brésil. Il a été construit entre 2008 et 2016, pour un coût de 7 milliards de dollars. Il fait partie, avec le barrage de Jirau, du projet Madeira. 
Avec une puissance installée de 3 568 MW, et une production annuelle de 17,5 TWh (en 2018) il fait partie des barrages hydroélectriques les plus puissants du monde, et est le second plus puissant au fil de l'eau derrière le barrage de Jirau.